# Lipotactes siebersi
Lipotactes siebersi är en insektsart som beskrevs av Sigfrid Ingrisch 1995. Lipotactes siebersi ingår i släktet Lipotactes och familjen vårtbitare. Inga underarter finns listade i Catalogue of Life.